# At Fillmore East
Az At Fillmore East dupla koncertalbum a The Allman Brothers Band együttestől  1971-ből. Szerepel az 1001 lemez, amit hallanod kell, mielőtt meghalsz című könyvben.

## Az album dalai

### At Fillmore East
|    | Cím                         | Szerző(k)                                                                                  | Hossz |
| -- | --------------------------- | ------------------------------------------------------------------------------------------ | ----- |
| 1. | Statesboro Blues            | Will McTell                                                                                | 4:17  |
| 2. | Done Somebody Wrong         | Clarence L. Lewis, Bobby Robinson, Elmore James                                            | 4:33  |
| 3. | Stormy Monday               | T. Bone Walker                                                                             | 8:44  |
| 4. | You Don't Love Me           | Willie Cobbs                                                                               | 19:15 |
| 5. | Hot 'Lanta                  | Gregg Allman, Duane Allman, Dickey Betts, Butch Trucks, Berry Oakley, Jai Johanny Johanson | 5:17  |
| 6. | In Memory of Elizabeth Reed | Betts                                                                                      | 13:04 |
| 7. | Whipping Post               | G. Allman                                                                                  | 22:56 |

### The Fillmore Concerts

#### CD 1
|    | Cím                         | Szerző(k)                                    | Felvétel                                                 | Hossz |
| -- | --------------------------- | -------------------------------------------- | -------------------------------------------------------- | ----- |
| 1. | Statesboro Blues            | Willie McTell                                | március 12., második fellépés                            | 4:15  |
| 2. | Trouble No More             | McKinley Morganfield                         | március 12., második fellépés                            | 3:46  |
| 3. | Don't Keep Me Wonderin'     | G. Allman                                    | március 13., első fellépés                               | 3:20  |
| 4. | In Memory of Elizabeth Reed | Betts                                        | március 13., első és második fellépés                    | 12:59 |
| 5. | One Way Out                 | Marshall Sehorn, Sonny Boy Williamson, James | június 27.                                               | 4:55  |
| 6. | Done Somebody Wrong         | Lewis, Levy, James                           | március 13., második fellépés                            | 4:11  |
| 7. | Stormy Monday               | Walker                                       | március 13., második fellépés                            | 10:19 |
| 8. | You Don't Love Me           | Cobbs                                        | március 13., első fellépés/március 12., második fellépés | 19:24 |

#### CD 2
|    | Cím                 | Szerző(k)                                                             | Felvétel                      | Hossz |
| -- | ------------------- | --------------------------------------------------------------------- | ----------------------------- | ----- |
| 1. | Hot 'Lanta          | D. Allman, G. Allman, Betts, Oakley, Johanson, Trucks                 | március 12., második fellépés | 5:11  |
| 2. | Whipping Post       | G. Allman                                                             | március 13., második fellépés | 22:37 |
| 3. | Mountain Jam        | Donovan Leitch, D. Allman, G. Allman, Betts, Oakley, Johanson, Trucks | március 13., második fellépés | 33:47 |
| 4. | Drunken Hearted Boy | Elvin Bishop                                                          | március 13., második fellépés | 7:33  |

### At Fillmore East(Deluxe Edition)

#### CD 1
|    | Cím                     | Szerző(k)                                    | Felvétel | Hossz |
| -- | ----------------------- | -------------------------------------------- | -------- | ----- |
| 1. | Statesboro Blues        | McTell                                       |          | 4:17  |
| 2. | Trouble No More         | Morganfield                                  |          | 3:43  |
| 3. | Don't Keep Me Wonderin' | G. Allman                                    |          | 3:27  |
| 4. | Done Somebody Wrong     | James                                        |          | 4:33  |
| 5. | Stormy Monday           | Walker                                       |          | 8:48  |
| 6. | One Way Out             | Marshall Sehorn, Sonny Boy Williamson, James |          | 4:56  |
| 8. | You Don't Love Me       | Cobbs                                        |          | 19:24 |
| 9. | Midnight Rider          | G. Allman                                    |          | 2:55  |

#### CD 2
|    | Cím                 | Szerző(k)                                                             | Felvétel | Hossz |
| -- | ------------------- | --------------------------------------------------------------------- | -------- | ----- |
| 1. | Hot 'Lanta          | D. Allman, G. Allman, Betts, Oakley, Johanson, Trucks                 |          | 5:20  |
| 2. | Whipping Post       | G. Allman                                                             |          | 22:57 |
| 3. | Mountain Jam        | Donovan Leitch, D. Allman, G. Allman, Betts, Oakley, Johanson, Trucks |          | 33:39 |
| 4. | Drunken Hearted Boy | Elvin Bishop                                                          |          | 7:33  |

## Közreműködők
- Duane Allman – gitár
- Gregg Allman – orgona, zongora, vokál
- Dickey Betts – gitár, vokál
- Berry Oakley – basszusgitár
- Jai Johanny Johanson – dob, konga, timbales
- Butch Trucks – dob, üstdob